# Spiel ohne Grenzen 1965
Die 1. Ausgabe von Spiel ohne Grenzen wurde von den vier Ländern Deutschland, Italien, Frankreich und Belgien mit je drei Mannschaften bestritten. Die Schweiz amtete als neutrale Jury. Von jedem Land kam die Stadt mit der größten Differenz bei den Runden weiter. So war nicht immer die höhere Punktzahl ausschlaggebend wer in das Halbfinale kommt. Die einzelnen Wettkämpfe fanden in beiden teilnehmenden Orten statt. Was für die TV-Live-Übertragung eine besondere Herausforderung war. Die Spielrunden waren auch mit viel kleineren und größeren Pannen überschattet. Es fanden 6 Spielrunden plus das Spiel der Fragen, die je nach Schwierigkeitsgrad 1 oder 3 Punkte einbrachten, statt. Ab den Halbfinals waren es 7 Spielrunden. Auch die Teilnahme von Tieren an den Spielen warf damals schon Fragen auf. Die Verletzungsgefahr von Mensch und Tier war groß.

## 1. Runde
Die allererste Spielrunde wurden am 26. Mai 1965 in der Reitschule Warendorf und in der Stierkampfarena im französischen Dax ausgetragen. Das erste Spiel war auch ein Wettkampf mit einem echten wilden Stier. Durch eine Panne konnte dieses Spiel nicht zu Ende gespielt werden und beide Mannschaften bekamen einen Punkt. Vor der Fragerunde stand es nach dem 6. Durchgang 6:6. Alle, je zwei für jede Stadt, wurden anschließend falsch beantwortet. Da Dax aber zweimal die 3-Punkte Frage falsch beantwortete, verloren sie ihre 6 Punkte wieder und standen am Schluss mit Null Punkten da. Warendorf verlor nur zwei Punkte und gewann so die erste Runde mit vier Punkten Vorsprung. Mit diesem Vorsprung konnten sich die Warendorfer auch für das Halbfinale qualifizieren.
| Platz | Land        | Stadt     | Punkte |
| ----- | ----------- | --------- | ------ |
| 1.    | Deutschland | Warendorf | 4      |
| 2.    | Frankreich  | Dax       | 0      |

## 2. Runde
Am 9. Juni 1965 fand die nächste Runde im französischen Orange und im italienischen Camogli statt. In Orange wurde im historischen Theater gespielt, in Camogli im Hafen der Stadt. Nach den sechs Spielrunden lagen die Italiener mit zwei Punkten vor den Franzosen. Eine einzige richtige 3 Punkte Frage reichte den Franzosen schlussendlich für den Sieg. Die Italiener lagen bei ihren zwei Fragen falsch.
| Platz | Land       | Stadt   | Punkte |
| ----- | ---------- | ------- | ------ |
| 1.    | Frankreich | Orange  | 7      |
| 2.    | Italien    | Camogli | 5      |

## 3. Runde
Die dritte Runde fand am 23. Juni 1965 in Binche/Belgien und im deutschen Siegburg statt. Die deutsche Mannschaft führte nach den sechs Spielrunden klar mit 8:4 vor der Fragerunde. Nach der falsch beantworteten 1-Punkte-Frage der Deutschen konnten die Belgier ihre 3-Punkte-Frage richtig beantworten. Hätten sie diese falsch beantwortet, wäre den Siegburgern der Sieg sicher gewesen. Die zweite 3-Punkte-Frage der belgischen Mannschaft beantworteten diese falsch und verlor ihre drei Punkte wieder. Für einen sicheren Sieg hätten die Deutschen nun nur die 1-Punkte-Frage wählen zu müssen. Selbst bei einer falschen Antwort wäre das Duell mit Binche gewonnen gewesen. Da nur die punktbeste Stadt aus Deutschland ins Halbfinale einziehen konnte und aus Sportsgeist wählten die Siegburger dennoch die 3-Punkte-Frage, die sie dann falsch beantworteten. Damit endete diese Runde unentschieden.
| Platz | Land        | Stadt    | Punkte |
| ----- | ----------- | -------- | ------ |
| 1.    | Belgien     | Binche   | 4      |
| 1.    | Deutschland | Siegburg | 4      |

## 4. Runde
Am 7. Juli 1965 war die Tour in Saint-Amand-les-Eaux und in Stavelot zu Gast. Mit einem 8:4 Vorsprung ging das französische Team in die Fragerunde. Hier wurde von keiner Mannschaft eine Frage richtig beantwortet, und so konnten sich die französische Mannschaft den Sieg und die Halbfinalteilnahme sichern.
| Platz | Land       | Stadt                | Punkte |
| ----- | ---------- | -------------------- | ------ |
| 1.    | Frankreich | Saint-Amand-les-Eaux | 4      |
| 2.    | Belgien    | Stavelot             | -2     |

## 5. Runde
Am 21. Juli 1965 wurde in Lemgo und im italienischen Orvieto die 5. Runde ausgetragen. Nach einem 0:4 konnten die Deutschen die Spielrunde bis zu 6. Spiel in eine 8:4-Führung umwandeln. Bei der Fragerunde verloren die Deutschen die 1-Punktefrage. Den Italiener blieb keine andere Wahl als sich für die 3-Punktefrage zu entscheiden. Die richtige Antwort glich das Spiel mit 7:7 aus. Mit der nächsten richtigen Antwort bei der 3-Punkte Frage brachten die Italiener mit 10:7 in Führung. Die Deutschen mussten nun unter Zeitdruck ihre 3-Punkte Frage richtig antworten. Was sie auch diesmal nicht schafften. Die Italiener hatten mit ihren sogenannten „Intellektuellen“ dieses Spiel zu ihren Gunsten gedreht und konnten sich gleichzeitig auch für das Halbfinale qualifizieren.
| Platz | Land        | Stadt   | Punkte |
| ----- | ----------- | ------- | ------ |
| 1.    | Italien     | Orvieto | 10     |
| 2.    | Deutschland | Lemgo   | 4      |

## 6. Runde
Die letzte Qualifikationsrunde wurde am 4. August 1965 im belgischen Ciney und im italienischen Ischia ausgetragen. Nach den sechs Spielrunden führten die Belgier mit 8:4. Obwohl die Belgier beide Fragen falsch beantwortete, konnten die Italiener nicht aufholen, da sie nur eine ihre 3-Punkte Fragen richtig beantworteten. Die Intellektuellen aus Ciney konnten so bei der letzten Frage mit einer 1-Punkte Frage, ob Richtig oder Falsch, den Sieg sichern. Sie machten nicht den gleichen Fehler wie Siegburg in der 3. Runde. Dieser Sieg bedeutete auch die Teilnahme am Halbfinale.
| Platz | Land    | Stadt  | Punkte |
| ----- | ------- | ------ | ------ |
| 1.    | Belgien | Ciney  | 6      |
| 2.    | Italien | Ischia | 4      |

## 1. Halbfinale
Das 1. Halbfinale fand am 18. August 1965 in Warendorf und in Ciney statt. Diesmal wurden sieben Spielrunden ausgetragen. Mit 7:7 kamen beide Mannschaften zur Fragerunde. Hier konnten beide Mannschaften ihre 3-Punkte Fragen richtig beantworten. Das war das erste und einzige Mal in diesem Jahr das dies so war. Beim Stand von 13:13 musste nun eine Tie-Break-Frage die Entscheidung bringen. Beide Mannschaften hatten nun 60 Sekunden Zeit um auf die Frage „Die vier größten Städte der Schweiz sind Zürich, Basel, Genf und welche andere?“ zu antworten. Warendorf tippte auf Lausanne. Ciney lag aber mit Bern richtig und erreichte das Finale.
| Platz | Land        | Stadt     | Punkte |
| ----- | ----------- | --------- | ------ |
| 1.    | Belgien     | Ciney     | 13     |
| 2.    | Deutschland | Warendorf | 13     |

## 2. Halbfinale
Im 2. Halbfinale standen sich am 15. September 1965 Orvieto und Saint-Amand-les-Eaux gegenüber. Ursprünglich sollte schon am 1. September 1965 gespielt werden, doch musste die Austragung wegen Unwettern in Italien um zwei Wochen verschoben werden. Nach der 7. Spielrunde führten die Franzosen mit 9:5. Die erste 1-Punkte-Frage konnten die Franzosen richtig antworten und mit 10:5 in Führung gehen. Das Team aus Orvieto hatte nun keine andere Wahl und musste die 3-Punkte-Frage wählen, die sie falsch beantworteten. So war der Sieg mit 8 Punkten nicht mehr zu holen. Da war die nächste richtige Antwort nur noch Kosmetik. Am Schluss siegten die Franzosen mit 7:5 und qualifizierten sich für das Finale.
| Platz | Land       | Stadt                | Punkte |
| ----- | ---------- | -------------------- | ------ |
| 1.    | Frankreich | Saint-Amand-les-Eaux | 7      |
| 2.    | Italien    | Orvieto              | 5      |

## Finale
Das allererste Finale von Spiel ohne Grenzen fand am 29. September 1965 in Ciney und Saint-Amand-les-Eaux statt. Am ursprünglich geplanten Final-Tag 15. September 1965 konnten die Teilnehmer erst das 2. Halbfinale austragen, das am eigentlich vorgesehenen Spieltag 1. September 1965 wegen Unwettern in Italien verschoben werden musste. Die Belgier aus Ciney konnten nach der 7. Spielrunde mit einer 9:5-Führung in die Fragerunde gehen. Die erste 1-Punkte Frage wurde von den Belgiern falsch beantwortet und so stand es nur noch 8:5. Die beiden nächsten 3-Punkte-Fragen wurden von den Franzosen richtig beantwortet und so führten sie plötzlich mit 11:8. Mit der letzten Frage konnten die Belgier aber wieder ausgleichen, und so musste wieder eine Tie-Break-Frage entscheiden. Nach der 4. Tie-Break-Frage stand es immer noch Unentschieden. Bevor die 5. Frage gestellt werden konnte, schlug der französische Bürgermeister der Jury vor, den Titel zwischen beiden Städten aufzuteilen. Als auch die Jury und der Bürgermeister von Ciney ebenfalls zustimmten, wurde das Endergebnis als unentschieden erklärt.
| Platz | Land       | Stadt                | Punkte |
| ----- | ---------- | -------------------- | ------ |
| 1.    | Belgien    | Ciney                | 11     |
| 1.    | Frankreich | Saint-Amand-les-Eaux | 11     |